# Voltron

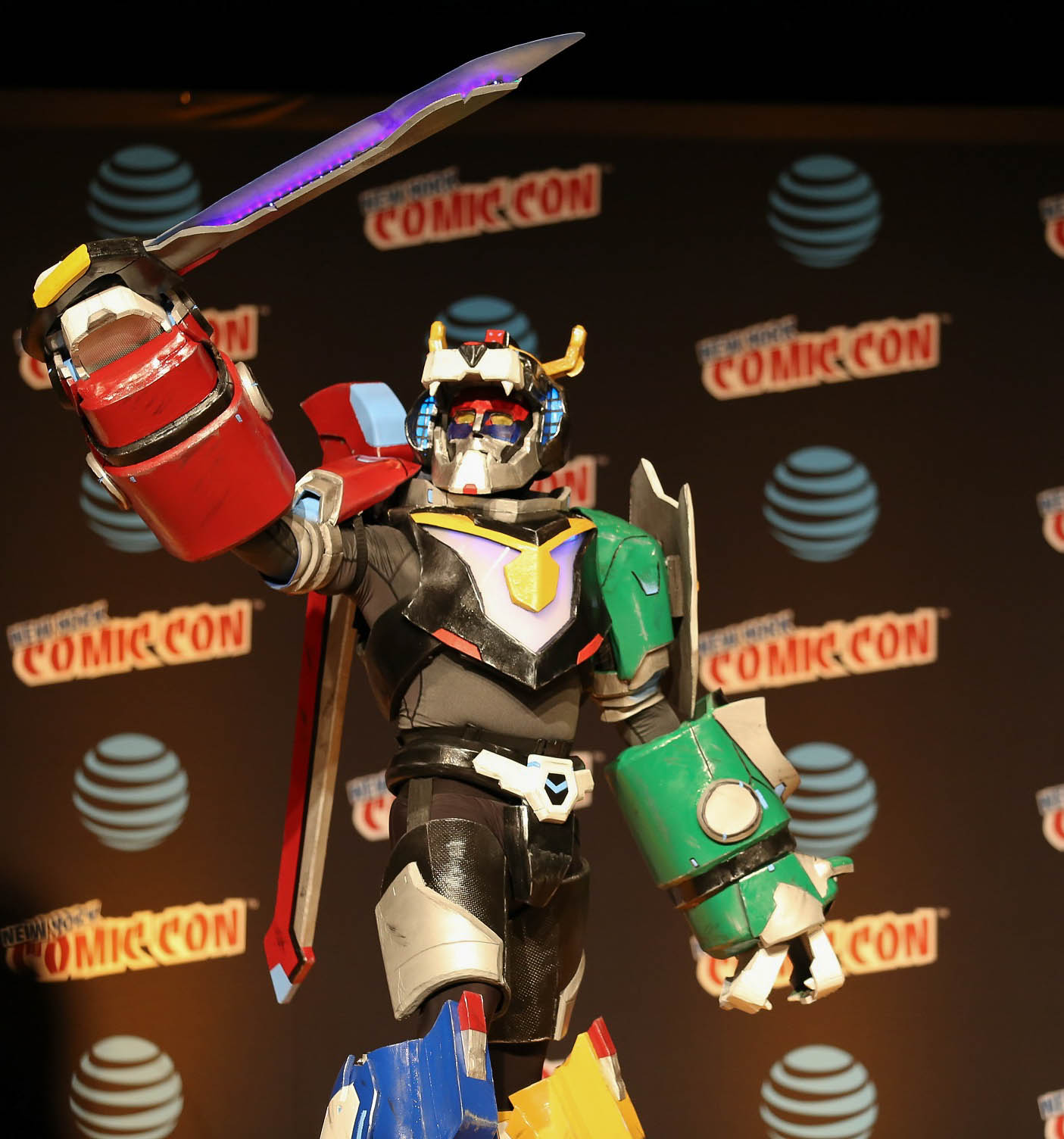
New York Comic Con 2016 - Voltron

Voltron - Defender of the Universe là 1 loạt phim hoạt hình được chiếu trên TV của Mỹ kể về 1 siêu robot do một nhóm người điều khiển với tên gọi Lực lượng Voltron. Phim là phiên bản Mỹ hoá của bộ phim Bách Thú Vương Golion, được sản xuất bởi liên doanh giữa World Events Productions và Toei Animation, phim truyền hình ban đầu được phát sóng từ ngày 10 tháng 9 năm 1984 đến ngày 18 tháng 11 năm 1985. Chương trình có tựa đề Voltron: Defender of the Universe (Voltron: Người bảo vệ vũ trụ).
Tại Việt Nam 1 tác giả tên "Hùng Lân" đã dựa trên hình tượng Voltron và phóng tác ra 1 bộ truyện tranh gọi là Dũng sĩ Hesman.